# Costa de Luitpold

Mapa Antàrtic. Davant del mar de Weddell apareix la terra de Coats dins d'on s'ubica la Costa de Luitpold.

La costa de Luitpold o Terra de Luitpold, és una part de la Terra de Coats que s'estén des de les proximitats de la glacera Hayes, en 27° 54′ W, fins a 36° W, des d'on s'albira el límit est de la plataforma de gel Filchner-Ronne. Va ser descoberta per Wilhelm Filchner, líder de l'expedició alemanya a l'Antàrtida, 1911-12. Filchner la va anomenar així en honor de Leopold de Baviera (príncep regent de Baviera).